# Villars (Eure-et-Loir)
Villars é uma comuna francesa na região administrativa do Centro, no departamento de Eure-et-Loir. Estende-se por uma área de 8,34 km². Em 2010 a comuna tinha 175 habitantes (densidade: 21 hab./km²).